# Corte itinerante

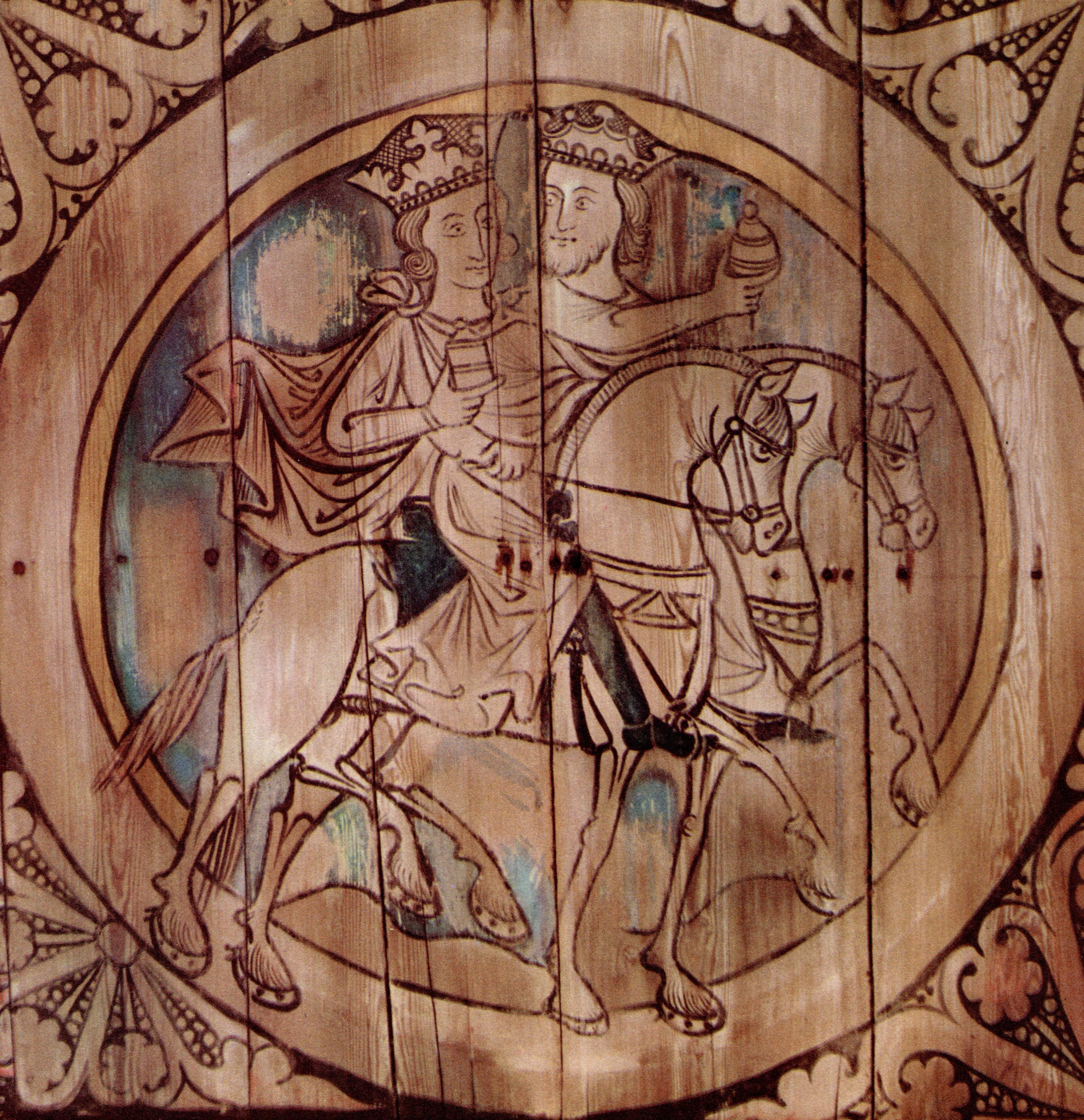
Re itineranti, pittura medievale nell'antica chiesa di Dädesjö, in Svezia.

La corte itinerante può essere definita come "lo spostamento del sovrano con parte della sua corte".

## Estensione geografica del fenomeno
L'Europa medievale occidentale fu caratterizzata da un sistema politico in cui i signori supremi cambiarono costantemente la loro residenza - portando con loro, nel loro viaggio, una parte della corte. Le rotte seguite dalla corte durante il viaggio erano tradizionalmente chiamate «itinerarium» (plurale: «itineraria»).

### Corte itinerante tedesca
Questo modo di governare un paese in particolare è fortemente associato alla storia della Germania, dove l'evoluzione di una capitale prese un tempo molto lungo. Il governo tedesco itinerante («Reisekönigtum») fu, fin dal tempo degli Franchi e fino alla fine del Medioevo, la forma usuale del potere reale o imperiale. Nel Sacro Romano Impero, durante il Medioevo e anche più tardi, alcuni imperatori non governavano il regno da una residenza permanente centrale.
Tuttavia Il Sacro Romano Impero aveva delle città che svolsero il ruolo di capitale dell'Impero come sede centrale della corte e del sovrano. Queste città possedevano diversi titoli emanati o riconfermati dal sovrano come sede del potere centrale della corte come Palermo. Queste città generalmente possiedono un palazzo come sede imperiale e soprattutto un luogo di sepoltura imperiale nella cattedrale. Le residenze reali (o imperiali) erano tipicamente palazzi medievali eretti dal monarca, a volte in una città vescovile. La composizione dei membri del corteo reale era in continuo cambiamento, a seconda di quale regione si stava attraversando (e secondo chi, tra i nobili, accompagnava il suo padrone nel suo viaggio - o si separava da lui di nuovo). Nel corso di un anno venivano attraversate imponenti distanze. Gli storici tedeschi hanno calcolato (sulla base di lettere reali) che l'imperatore Enrico VI e i suoi seguaci, nel 1193 (tra il 28 gennaio e il 20 dicembre), viaggiarono per oltre 4.000 chilometri - in tutta la regione tedesca. Una ricostruzione delle loro destinazioni dà il seguente itinerario cronologico: Ratisbona – Würzburg – Spira – Haguenau – Strasburgo – Hagenau – Boppard – Mosbach – Würzburg – Gelnhausen – Coblenza – Worms – Kaiserslautern – Worms – Haßloch – Strasburgo – Kaiserslautern – Würzburg – Sinzig – Aquisgrana – Kaiserswerth – Gelnhausen – Francoforte sul Meno – e infine Gelnhausen di nuovo.

### La corte itinerante in altri paesi
La corte itinerante era spesso concepita come un'istituzione tipicamante «tedesca». Ma non solo la Germania ebbe un governo medievale itinerante. Questo fu anche il caso della maggior parte degli altri paesi europei contemporanei, dove termini come «Reisekönigtum» e «travelling kingdom» descrivono questo fenomeno. In Europa occidentale, tutti i re medievali - e il loro numeroso seguito - viaggiarono costantemente da un palazzo all'altro. Una forma più centralizzata di governo incominciò a svilupparsi, durante questo periodo, ma solo lentamente e gradualmente. Palermo nel XII secolo; Parigi e Londra avevano cominciato a divenire centri politici permanenti verso la fine del XIV secolo, quando Lisbona mostrò tendenze simili. La Spagna, d'altra parte, fu priva di una residenza reale permanente fino al giorno in cui Filippo II elevò il monastero dell’El Escorial vicino a Madrid a questa dignità. I regni europei più piccoli ebbero un'evoluzione simile, ma più lenta.

### La corte itinerante e la capitale embrionale: Londra
La Germania non sviluppò mai una capitale permanente durante il periodo medievale. «Multizentralität» (policentrismo) rimase la sua soluzione alternativa: uno Stato decentrato, in cui tutte le funzioni di governo non si stabilivano in un unico luogo. Questo, in qualche caso, è continuato ad accadere anche in epoca moderna.
L'Inghilterra era molto diversa, in questo senso. Il potere politico si stabilì a Londra a metà del XIV secolo, ma l'eccezionale importanza di Londra come centro «finanziario» era già fermamente stabilita da molti secoli prima. Un monarca come Enrico II d'Inghilterra (1133-1189), ovviamente, si sentiva attratto dalla ricchezza di questa città, ma esitò nella decisione di stabilirsi lì. Durante il suo regno, Londra divenne quanto più vicina a un «centro economico» che le condizioni di quest'epoca potevano consentire. Ma la prosperità della città, e l'autonomia liberale, ebbero un effetto tale da far sì che Londra non potesse diventare un luogo adatto alla residenza del re e dei suoi cortigiani - e impedivano che potesse diventare una «capitale politica». Il re voleva essere vicino alla grande città e voleva l'autorità di controllare la propria corte, ma i cittadini (commercianti) chiedevano lo stesso diritto di governare la loro città. L'unico modo per evitare conflitti tra la giustizia reale e quella comunale era l'assenza del re dalla città. Il monarca poteva risiedere a Londra solo come ospite, o come conquistatore. Di conseguenza, raramente si avventurò all'interno delle mura della città. Si stabilì - in quelle occasioni - o nella Torre di Londra o nel suo Palazzo di Westminster, alla periferia della città. 

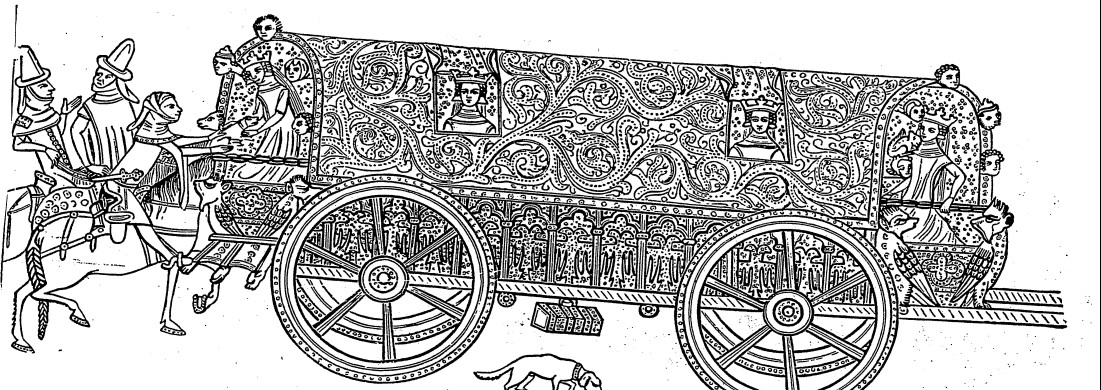
La corte reale inglese, in viaggio.

Londra era la «leader naturale» tra le città inglesi. Per controllare l'Inghilterra, i re dovevano controllare Londra. Ma Londra era troppo potente per essere controllata, e molti secoli passarono prima che i monarchi decidessero di fare di quel luogo la loro sede. Cercarono, senza successo, di sottomettere i mercanti di Londra (riducendo il loro potere finanziario) – trasformando la vicina Westminster in un centro finanziario rivale.
Cercarono anche di trovare, nel regno, qualche altro luogo appropriato - dove potevano depositare i loro archivi, che divennero gradualmente troppo grandi e pesanti per essere trasportati nei loro viaggi. York cominciò, durante le guerre con la Scozia, a trasformarsi in una capitale politica. Ma scoppiò la Guerra dei cent'anni, contro la Francia, e in seguito il centro politico venne trasferito verso la parte meridionale dell'Inghilterra - dove Londra era senza rivali.
Gradualmente, molte delle istituzioni statali cessarono di seguire il re nei suoi viaggi - diventando sedentarie a Londra: la Tesoreria, il Parlamento, la corte. Infine, anche il re sentì la necessità di stabilirsi a Londra, permanente e fisicamente. Ma il re non poteva fare di Londra la capitale prima di diventare abbastanza forte per «addomesticare la metropoli finanziaria», convertendola in un docile strumento di autorità reale.
L'esempio storico inglese mostra chiaramente che un centro «politico» non si evolve necessariamente nello stesso luogo come il centro «economicamente» più importante, in un determinato paese. Il centro ha la tendenza a fare questo, senza dubbio, ma le due tendenze (le forze centralizzando e le tendenze centrifughe) si neutralizzavano l'un l'altra in quel periodo - la ricchezza era una forza attraente e repellente allo stesso tempo.

### Parigi e la corte itinerante francese
Ci sono prove documentali che Parigi era considerata la capitale della Francia nel XIV secolo: la città era «comune a tutto il paese nello stesso modo di Roma» («civitas Parisius est patriae communis velut Roma») come affermava uno scrittore del tempo. L'amministrazione reale aveva cominciato a separarsi dalla persona del re, diventando fissa a Parigi, anteriormente: nel XII secolo, o all'inizio del XI possibilmente. Parigi in quel tempo era già la città più importante del regno francese.
A differenza di Londra, Parigi non era un centro finanziario (dominante) prima di diventare un centro politico. Durante il periodo in cui il potere reale era ancora molto debole in Francia (e il paese diviso tra diversi principi, in gran parte autonomi) l'importanza del mercato di Parigi era limitata a livello locale, possibilmente regionale. La regione di Parigi non possedeva materie prime o altre ricchezze proprie. L'importanza economica di Parigi era la sua posizione geografica, al crocevia di numerose rotte commerciali. Parigi era (ed è) un «regolatore» di prodotti francesi, un sito finanziario che attrae i prodotti di altre regioni. Parigi non poteva funzionare in questo modo se il resto della Francia non fosse stato sotto il controllo della stessa autorità centrale che controllava la città. Se Parigi fosse stata governata da un principe autonomo, questo signore avrebbe preferito trasformare la città in una «stazione doganale» - un ostacolo commerciale, che sarebbe stato dannoso per Parigi, e la Francia avrebbe potuto anche essere danneggiata da questo.
Di conseguenza, l'antagonismo tra i re e i commercianti fu meno rilevante nella storia di Parigi che in quella inglese. Alla metà del XIV secolo, Étienne Marcel - una figura di spicco del governo municipale di Parigi - tentò senza successo di ottenere l'autonomia della città. Le stesse ambizioni erano sopravvissute fino alla fine del secolo, in una certa misura. Ma all'inizio del XV secolo, Parigi rimase fedele a Enrico V, anche se la maggior parte dei francesi avevano sostenuto Giovanna d'Arco e la ribellione. I re di Francia (come anche le autorità repubblicane, durante i secoli successivi) hanno sicuramente sperimentato le collisioni con la resistenza e le agitazioni di Parigi, ma i ribelli parigini non hanno mai combattuto per l'autonomia della loro città. Il potere spirituale causò ben più gravi problemi all'autorità reale a Parigi, rispetto ai commercianti parigini.
Parigi è generalmente considerata un tipico esempio di ciò che una capitale deve essere: metropoli politica, economica, spirituale e demografica. Tuttavia, Parigi non è mai diventata la residenza più importante dei re di Francia. Per esempio: Francesco I di Francia (1494-1547), non aveva ancora un palazzo centrale.
Il rapporto tra Parigi e la corte peripatetica francese non è una questione di quando i monarchi fisicamente hanno stabilito la loro residenza in questa città. I re francesi risiedevano stabilmente a Parigi solo per periodi molto brevi. Ma dal Medioevo fino ad oggi, la macchina politica e amministrativa del potere (le «funzioni di una capitale») è stata localizzata lì.

### La corte itinerante nella Penisola iberica
Nella Penisola iberica, la corte reale fu in viaggio per lungo tempo. Tuttavia, le capitali furono a poco a poco in evoluzione. La centralizzazione politica portoghese iniziò prima della spagnola. Lisbona fu una «protagonista» più naturale tra le città portoghesi rispetto a Madrid tra le città spagnole. Già nel 1385, alcuni rappresentanti di Lisbona espressero davanti al re il desiderio che la corte dovesse rimanere lì in modo permanente. Con la sua protetta posizione geografica, che la rendeva un perfetto porto naturale, Lisbona era predestinata ad essere la città più importante del Portogallo - un paese che già aveva cominciato a concentrarsi sul vivere sfruttando i frutti del mare. Lisbona era uno dei più importanti centri commerciali di tutta Europa in quel tempo. Durante il XV secolo, la sua importanza, dimensione e popolazione crebbero rapidamente. Da 1481 al porto di questa città venne concesso il monopolio di ricezione delle navi mercantili straniere. All'inizio del XVI secolo, i re abbandonarono il loro antico castello nella città (Castello di São Jorge), dove erano diventati sempre più stabili nel corso degli ultimi due secoli. Si spostarono al Palazzo della Ribeira, al piano terra del quale si trovava la Casa da Índia e quindi i re furono poi in grado di controllare direttamente tutte le attività marittime. I conflitti tra i commercianti e i politici, molto evidenti a Londra, non erano così comuni qui. Tutte le istituzioni di Lisbona, come capitale, non erano ancora ben sviluppate, anche se la centralizzazione degli archivi era già iniziata. Il potere dello Stato dipendeva in gran parte dalla persona del re. Questo divenne evidente nel 1580, quando il Portogallo venne unito alla Spagna e la corte fu trasferita a Madrid. Poiché la corte reale era al centro di tutta l'attività e dello sviluppo, la sua scomparsa fu una catastrofe per la forza militare del Portogallo, e la sua espansione all'estero. Tutte le questioni importanti, allora, avevano bisogno di andare a Madrid per essere risolte. Il nuovo re non risiedeva a Lisbona, come i portoghesi avrebbero desiderato. Nel 1640, Lisbona si ribellò contro Madrid, proclamando un nuovo re.
Madrid divenne una capitale molto più tardi. Dopo la Germania, la Spagna fu il paese in cui il decentramento medievale del potere politico sopravvisse per un tempo più lungo che in qualsiasi altro regno europeo. Pertanto sembra logico che Madrid, come Berlino, non sia facilmente stata «accettata» come capitale. Nel 1479, a seguito del matrimonio tra Isabella di Castiglia e Ferdinando d'Aragona, la Spagna divenne un regno unito. In questo nuovo regno, la monarchia era principalmente stabilita in Castiglia - evidentemente perché l'Aragona aveva lo stato più sofisticato e profondamente radicato in Europa, e di conseguenza avrebbe potuto rappresentare un ostacolo politico molto maggiore alla costruzione di un nuovo paese centralizzato. Durante il regno di Filippo II, la Spagna ancora non aveva una capitale. La corte era normalmente in migrazione tra varie parti del regno: Toledo, Aranjuez, Ocaña, Avila, Medina del Campo, Segovia, e qualche volta anche Madrid. Queste residenze - ad eccezione di Medina del Campo, che fu un importante centro commerciale - sembrano essere state scelte perché il clima era particolarmente salubre. La regina Elisabetta, moglie di Filippo, aveva una salute fragile.
Toledo - e non Madrid - era tradizionalmente la residenza più importante della corte spagnola. Toledo era stata il luogo più prominente del regno castigliano già durante il periodo dei Visigoti - e forse avrebbe potuto diventare la capitale della Spagna, se Filippo non avesse avuto altri desideri. L'idea di scegliere il castello di Madrid come residenza permanente della corte, probabilmente gli venne in mente perché il clima - in confronto a quello di Toledo - era meno estenuante per la regina. Ma con ogni probabilità, il re aveva anche trovato la posizione geografica di Madrid più vantaggiosa. Una leggenda dice che Felipe aveva disegnato delle linee diagonali sulla mappa della Spagna, per trovare il «centro» geografico del suo regno - e Madrid allora si rivelò essere il centro.
La centralizzazione del potere politico nell'area di Madrid rimase incompleta. Gli archivi di Stato spagnolo rimasero a Simancas vicino a Valladolid, lontano dalla nuova capitale. Madrid si trova lontana dai fiumi navigabili che portavano al mare, e di conseguenza non avrebbe potuto diventare la metropoli finanziaria, in un regno marinaio. Il commercio con l'America era focalizzato intorno a Siviglia, che era anche molto lontana dalla nuova capitale.
Quando la corte eseguì l'ordine del re di trasferirsi a Madrid nella primavera del 1561, probabilmente nessuno vide questo come un evento storico, «la nascita della capitale spagnola». Anche prima del cambio di residenza, Filippo aveva già cominciato a fare progetti per la costruzione a El Escorial di una nuova residenza reale. Questo luogo, tuttavia, era stato scelto semplicemente perché era situato vicino a Madrid - quindi non era un rivale di Madrid, solo una residenza «satellite». Le tombe degli antenati di Filippo vennero trasferite a El Escorial nello stesso periodo.

### La corte itinerante in Italia

L'Italia medievale (nel 1494)

A differenza di molti altri territori dell'Europa occidentale, l'Italia è stata - fin dall'antichità classica - caratterizzata da una amministrazione statale avanzata. In altre parole: una regione che doveva avere un governo stazionario, piuttosto che una corte itinerante. Ma la differenza tra l'Italia medievale e altri territori limitrofi non deve essere esagerata.
In Italia le città con forme di autogoverno nacquero con i greci, in particolare, la prima città in Italia a svolgere un ruolo di capitale fu Siracusa.

Nell'antico Impero Romano d'Occidente, non vi era più alcun centro naturale del potere politico. Fin dall'inizio del IV secolo, sotto Diocleziano, la corte imperiale non aveva più alcuna fissa dimora, ma si trasferiva da un luogo all'altro. Tuttavia, gli archivi locali erano più sviluppati. Ed è stato da questi archivi locali che i rappresentanti della chiesa primitiva hanno tratto materiali per le storie dei santi (le sofferenze dei martiri erano potevano essere documentate in atti giuridici). La Chiesa nel Medioevo ereditò questi archivi locali.
La Roma medievale era di straordinaria importanza come metropoli spirituale, ma solo come tale. L'antica Urbs Roma degli imperatori evidentemente aveva fornito il modello, la fonte di ispirazione, quando furono create le prime capitali dell'Europa medievale occidentale. Ma Roma non era la capitale di uno Stato in quel momento (Perché una Italia unita non esisteva: per gli italiani dell'epoca, la patria significava la propria città natale, non il proprio paese; la variazione del significato della parola illustra quanto l'Italia è cambiata dopo l'unificazione). Diverse città italiane formarono stati potenti durante il Medioevo, ma erano indipendenti - cosa rimasta per secoli, solo come un'entità culturale e geografica, non un concetto politico. Molte aree dentro i confini moderni d'Italia erano regni indipendenti.
L’amministrazione dell'Impero Romano, e i suoi archivi, non devono essere sopravvalutati. La tradizione iniziò in un modo molto promettente, sotto la Repubblica, ma poi degenerò. In particolare fu questo il caso dal momento in cui l'Impero Romano divenne così grande che la corte imperiale aveva cessato di essere residente a Roma, e si indirizzò verso l'esistenza itinerante, quando il grande lavoro legislativo iniziato, sotto Teodosio II e Giustiniano I, evidenziò chiaramente quanto fossero trascurati gli archivi.
Molte città italiane ripresero alcune parti della tradizione amministrativa dell'impero romano. Palermo sotto i normanni fu la prima città del Medioevo Italiano a divenire sede di un governo centrale di un regno e quindi capitale del Regno di Sicilia; Venezia aveva, per lo meno dall'XI secolo, un suo archivio. Altre città italiane, nel XII secolo, avrebbero acquisito una tale istituzione. Dopo la caduta dell'impero romano d'occidente, sotto gli Ostrogoti, questa istituzione venne gestita e sviluppata. L’abuso, tuttavia, si trasformò in breve in una norma generale nel sistema degli archivi statali. D'altra parte, i privati avevano la possibilità alternativa di depositare i loro atti nelle chiese; nel 532, l'imperatore riconobbe ufficialmente la legalità di tale deposito. La Chiesa cattolica divenne l'unica istituzione di archiviazione affidabile. I re medievali avevano vari archivi, ma nessuno che fosse paragonabile agli archivi della Chiesa, almeno nel lungo termine. Pertanto non dovremmo aspettarci di trovare delle istituzioni archivistiche organizzate dei re medievali, almeno in senso moderno. Quando si parlava di archivi non si intendeva alcuna stabile organizzazione. Casanova ritiene, tuttavia, che gli archivi imperiali stazionari avrebbero dovuto esistere. Il principale potere secolare non poteva essere troppo «ritardato», rispetto alla chiesa. Quando i re divennero sempre più stazionari in una residenza specificata, abbandonarono la pratica di deporre i loro documenti d'archivio in una chiesa.
Quando Innocenzo III divenne papa, nel 1198, avvenne un rinnovamento degli archivi ecclesiastici. Gli archivi della Santa Sede vennero rimessi in ordine e trasferiti in una nuova sede. L'idea era di raccogliere tutto ciò che era stato diffuso in tutta Roma e nelle zone adiacenti. Da questo momento cominciò anche la serie dei registri pontifici.
Ma spesso gli archivi erano in movimento. Questo spiega perché, comunemente, documenti d'archivio sono stati distrutti. D’altra parte, scarsissime sono le notizie pervenuteci di questi trasporti. I documenti di viaggio, probabilmente, erano conservati in scatole e sacchetti e gli archivi stazionari erano probabilmente in scaffali. Essi vennero classificati e registrati già nel XIII secolo.
Solo durante il XIV secolo, ci fu una tendenza, in Europa occidentale, ad assemblare tutti i documenti d'archivio in un unico luogo, il preludio alla nascita dell'archivio centrale. L'Italia non fu il punto di partenza di questo sviluppo. Dobbiamo, quindi - anche in Italia - aspettarci di trovare un'amministrazione statale primitiva, e una corte itinerante.